# Yórgos Achilléos
Yeóryios Achilléos (grec moderne : Γεώργιος Αχιλλέως), souvent appelé Yórgos Achilléos (Γιώργος Αχιλλέως), né le 24 décembre 1980 à Londres (Royaume-Uni), est un tireur sportif chypriote, spécialisé dans le skeet.

## Carrière
Achilléos se classe vingt-troisième lors des Jeux olympiques de 2000, huitième lors des Jeux olympiques de 2004, cinquième lors des Jeux olympiques de 2008 et 11e des Jeux olympiques de 2012.
Le tireur sportif chypriote remporte en 2010 la médaille de bronze dans la même épreuve lors des Championnats du monde de tir, après avoir remporté la médaille d'or en 2007 et la médaille d'argent en 2009.
Achilleos a été choisi le porte-drapeau du Chypre pour la cérémonie d’ouverture des Jeux du Commonwealth de 2014 à Glasgow.